# STS-134
STS-134は、2011年5月に打ち上げられたスペースシャトル エンデバーによる国際宇宙ステーション(ISS)利用補給ミッション(ULF6)である。本飛行がエンデバーの最後の飛行となった。

## ミッション内容
当初は4月29日に打ち上げられる予定であったが、トラブルにより延期された。スペースシャトルの最後の飛行となる予定だったが、後にSTS-135が追加されたため最後から2番目となった。
主な内容は、アルファ磁気分光器（AMS-02）とエクスプレス補給キャリア3（ELC-3）をISSに取り付けることである。AMSは反物質や暗黒物質の解明のため宇宙線を高い精度で検出する大型の観測装置であり、素粒子物理学の発展に大きく貢献すると注目されている。
本ミッションでは船外活動が計4回行われた。また、帰還時にISSから分離して一度離れた後、次期宇宙機用のランデブーセンサの候補であるSTORRM（Sensor Test of Orion Rel-nav Risk Mitigation）センサの試験を行うため、ISSに290mまで再び接近する試験が行われた。
また、シャトル退役に伴い、シャトルの耐熱パネル検査に使用するOBSSはISSに残して帰還した。
飛行8日目には、ソユーズTMA-20がISSから地上へ帰還するためにISSから分離する機会を利用して、ソユーズ宇宙船の窓からシャトルとISSがドッキングした状態を初めて写真とビデオで記録することに成功した。シャトルのドッキング中にソユーズ宇宙船が帰還するのは今回が最初で最後となった。

## 乗組員
- マーク・ケリー (4) - 船長
- グレゴリー・H・ジョンソン（英語版） (2) - パイロット
- マイケル・フィンク (3) - ミッションスペシャリスト
- ロベルト・ヴィットーリ (3) - ミッションスペシャリスト
- アンドリュー・フューステル（英語版） (2) - ミッションスペシャリスト
- グレゴリー・シャミトフ (2) - ミッションスペシャリスト

※ かっこ内の数字は、今回を含めたフライト経験数。
なお2011年1月に、ケリー船長の妻であるガブリエル・ギフォーズ下院議員が頭部を銃撃されて重体になったため、訓練を一時離れることになり、予備の船長としてフレドリック・スターカウが指名された。結局、ケリー船長は飛行を行う決断をした。ギフォーズの回復は予想以上に順調だったことから、STS-134の打上げを見学することもできた。

## ギャラリー

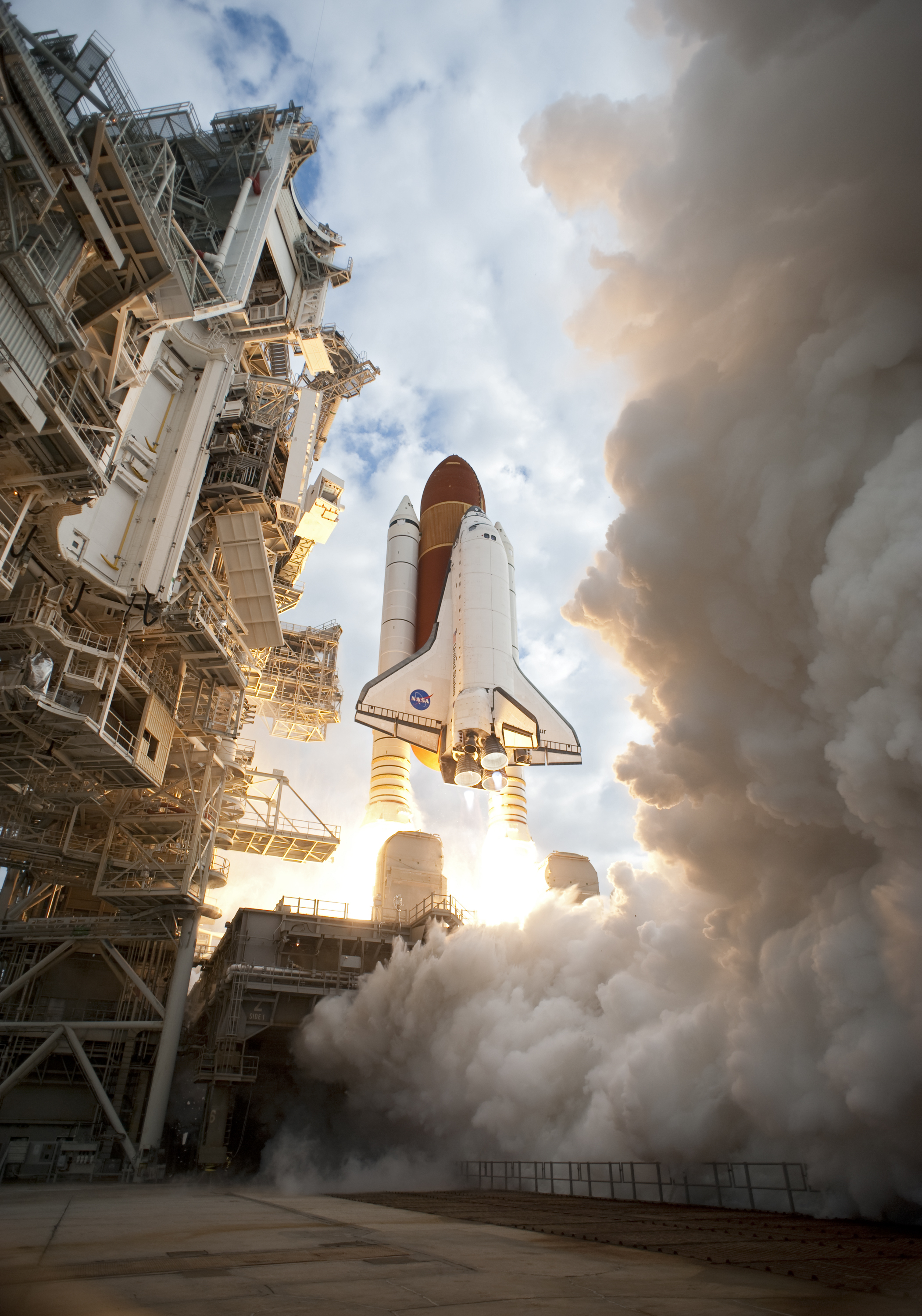
打ち上げ
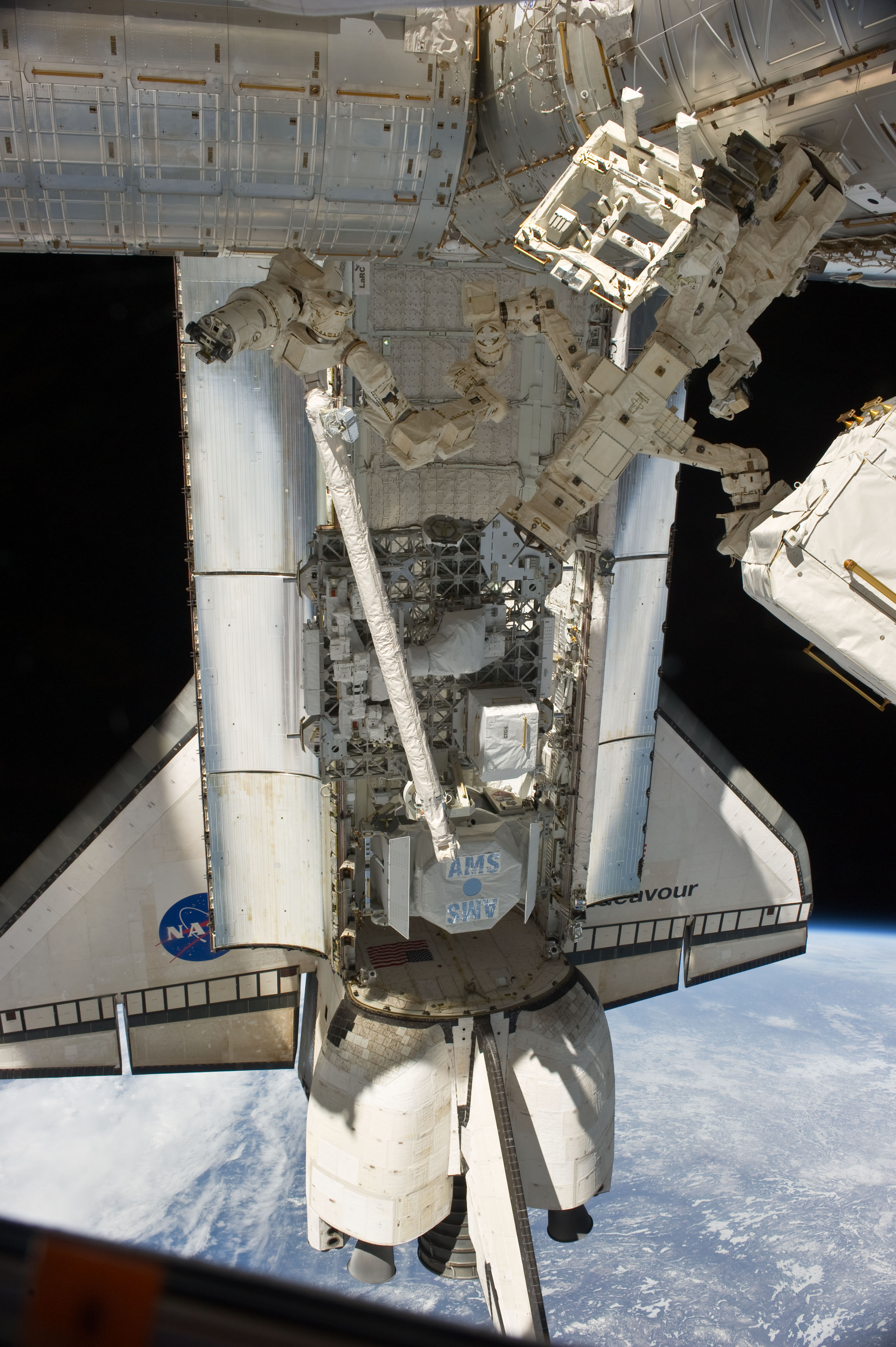
ドッキング
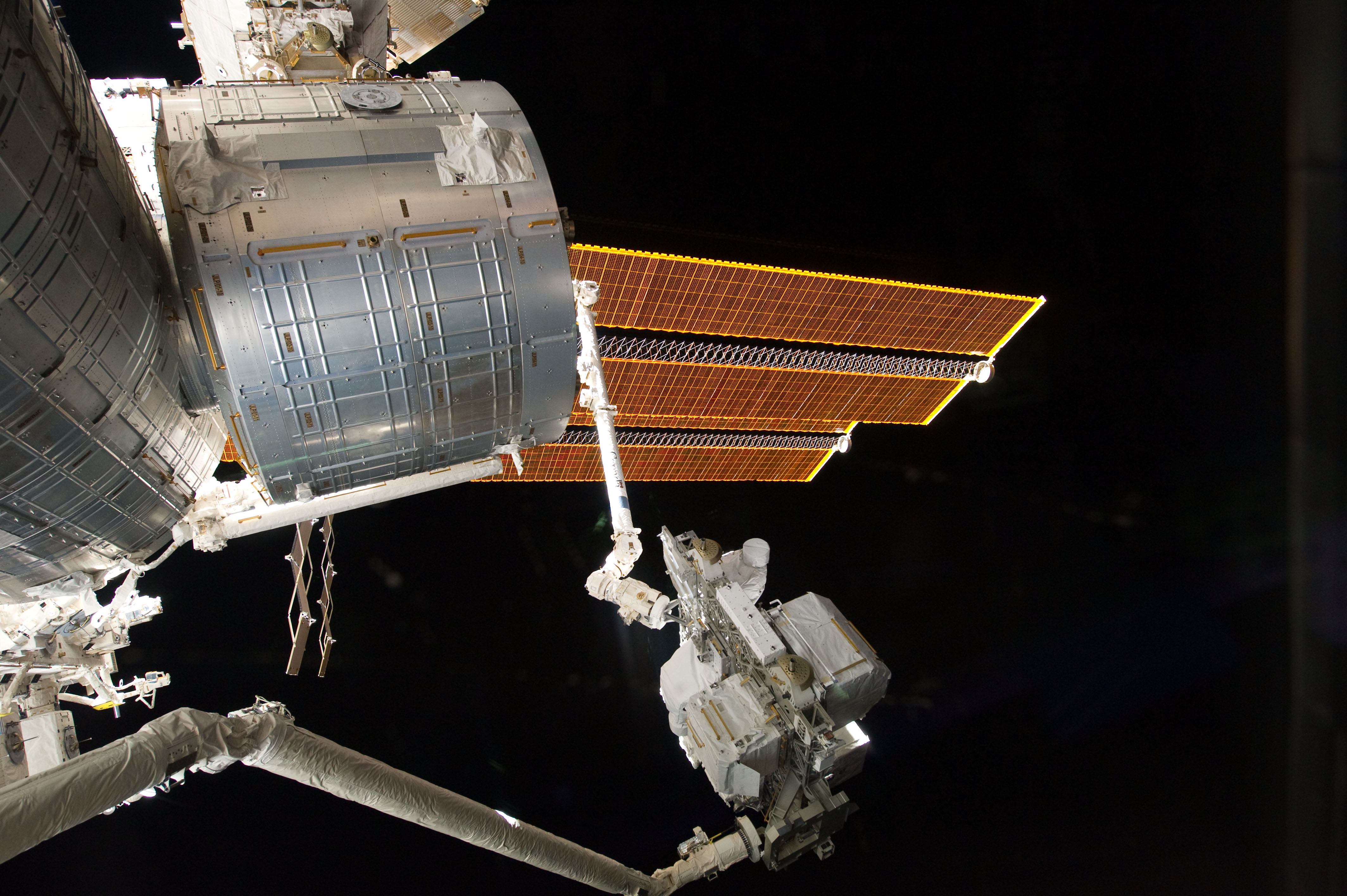
ELCの受け渡し
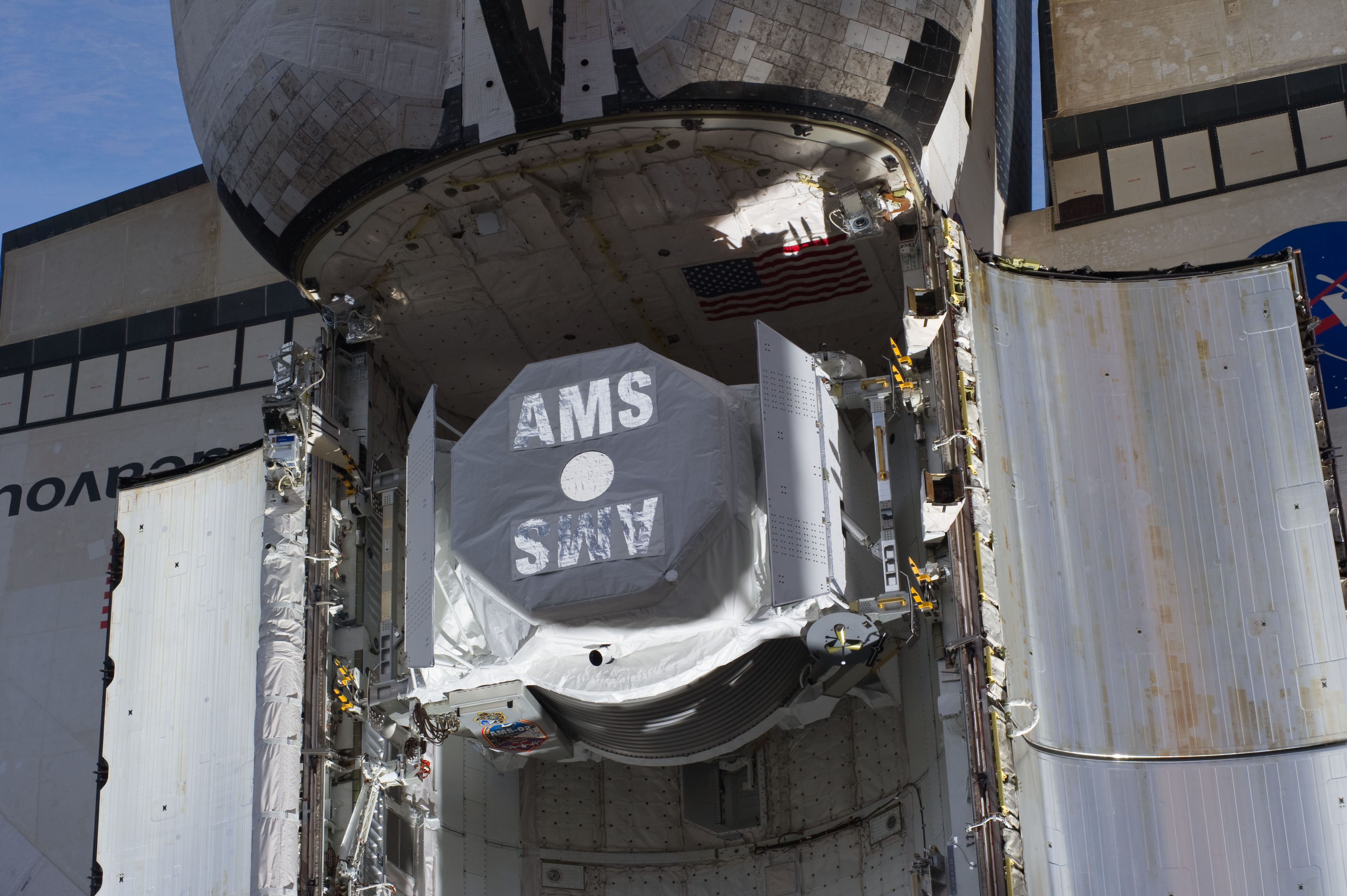
アルファ磁気分光器
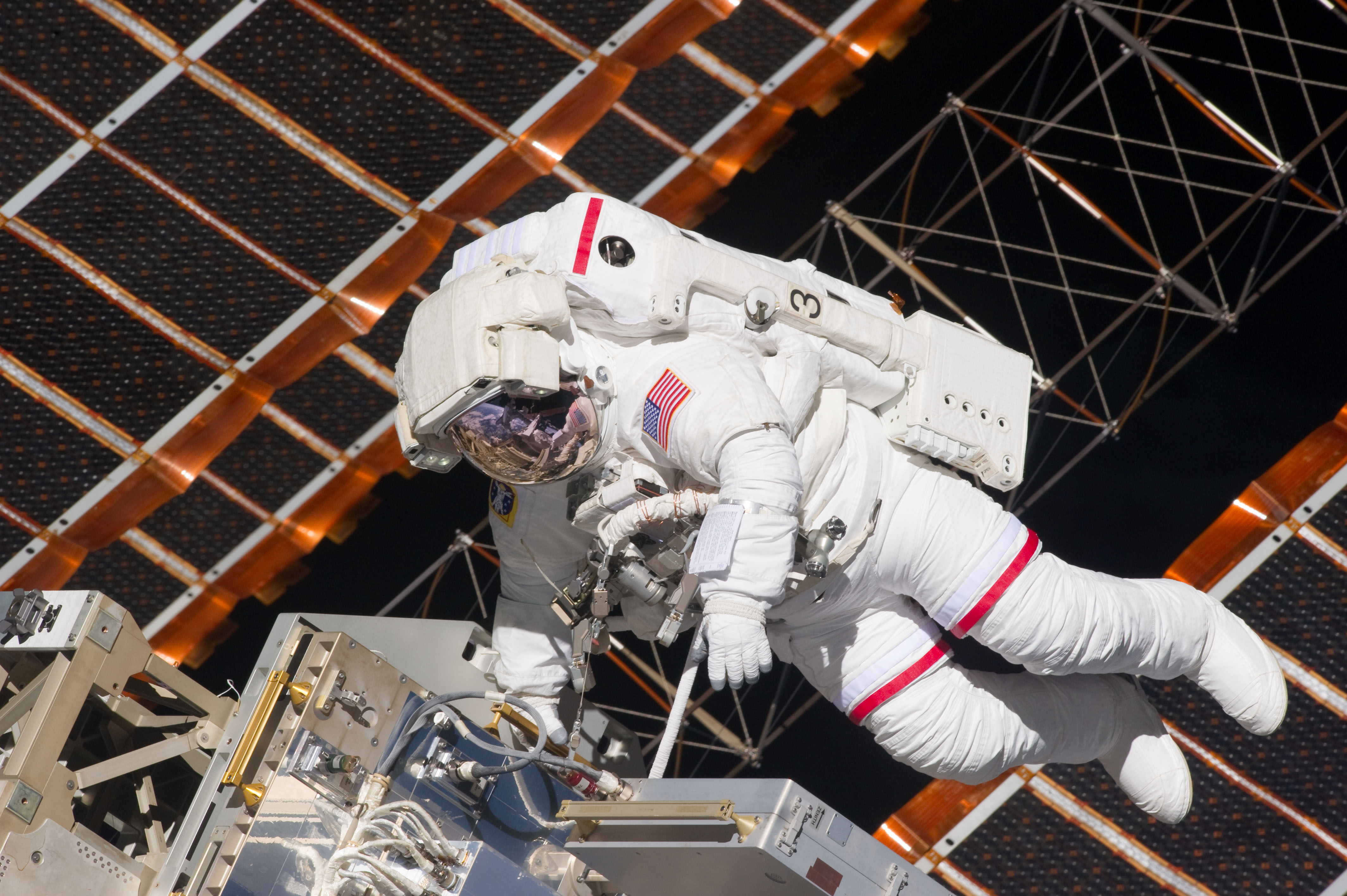
第1回EVA(船外活動)
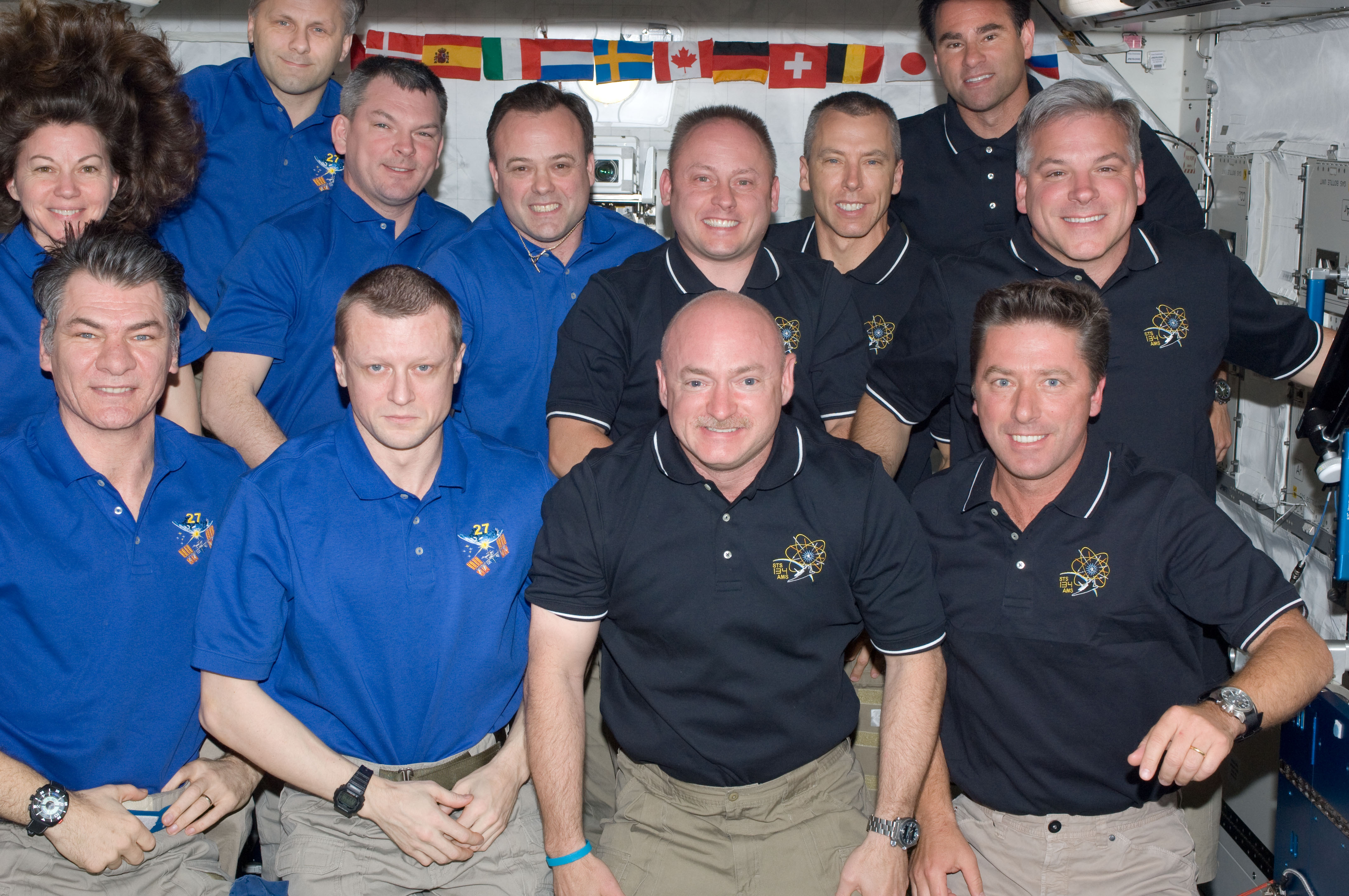
集合写真（黒服がシャトル乗務員）
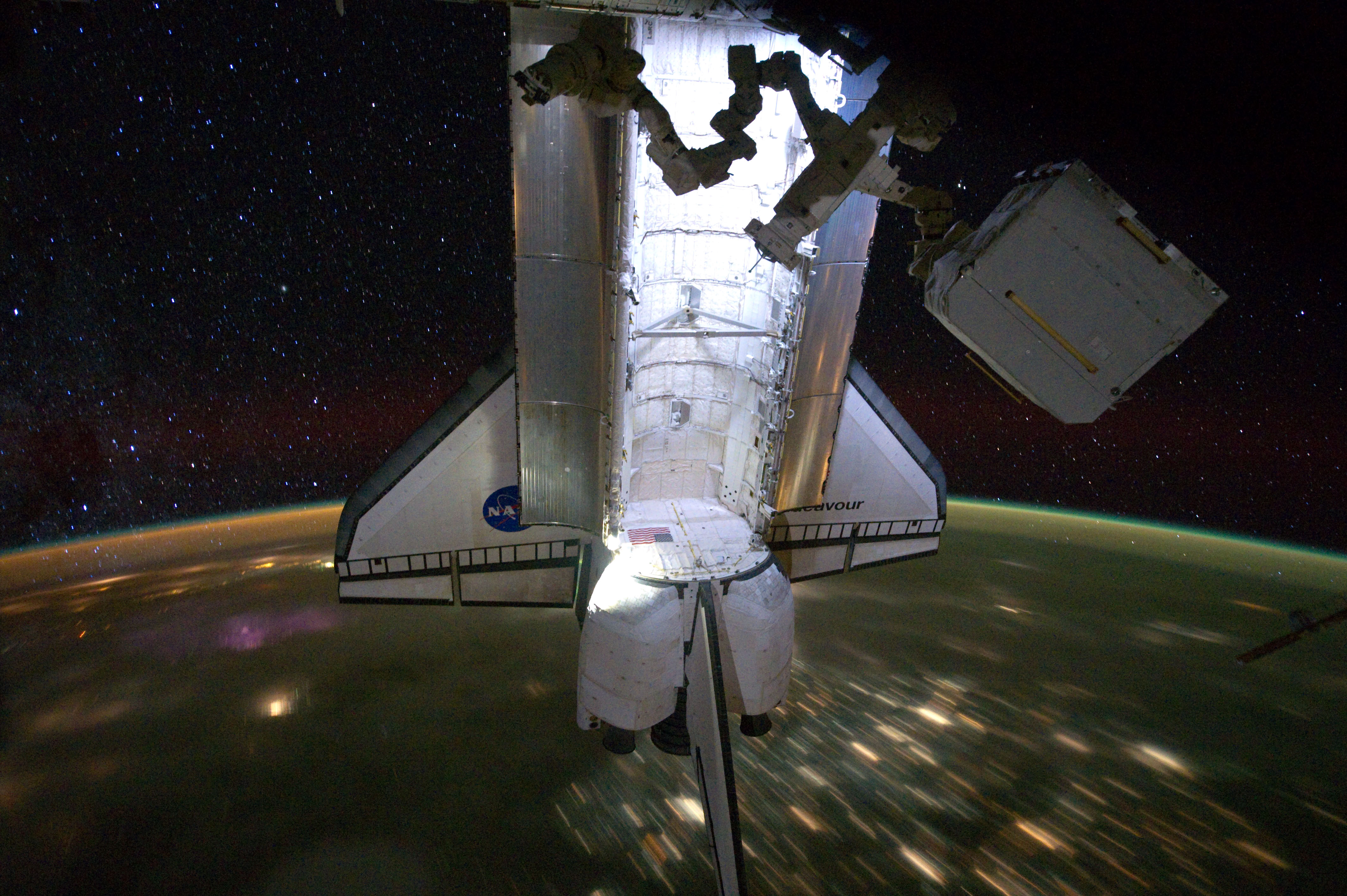
夜の地球を撮影した写真
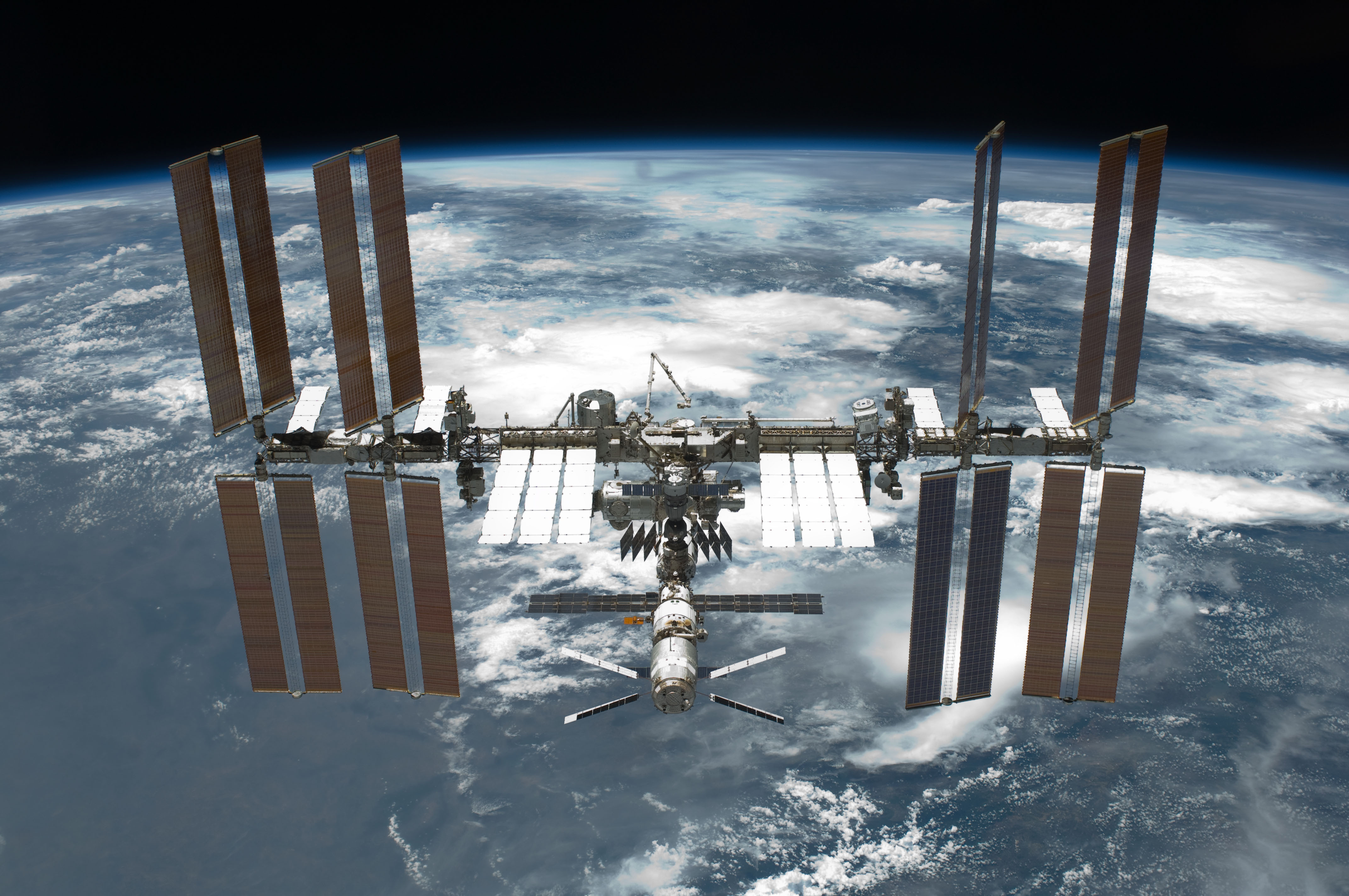
シャトル分離後ISS上方からの写真
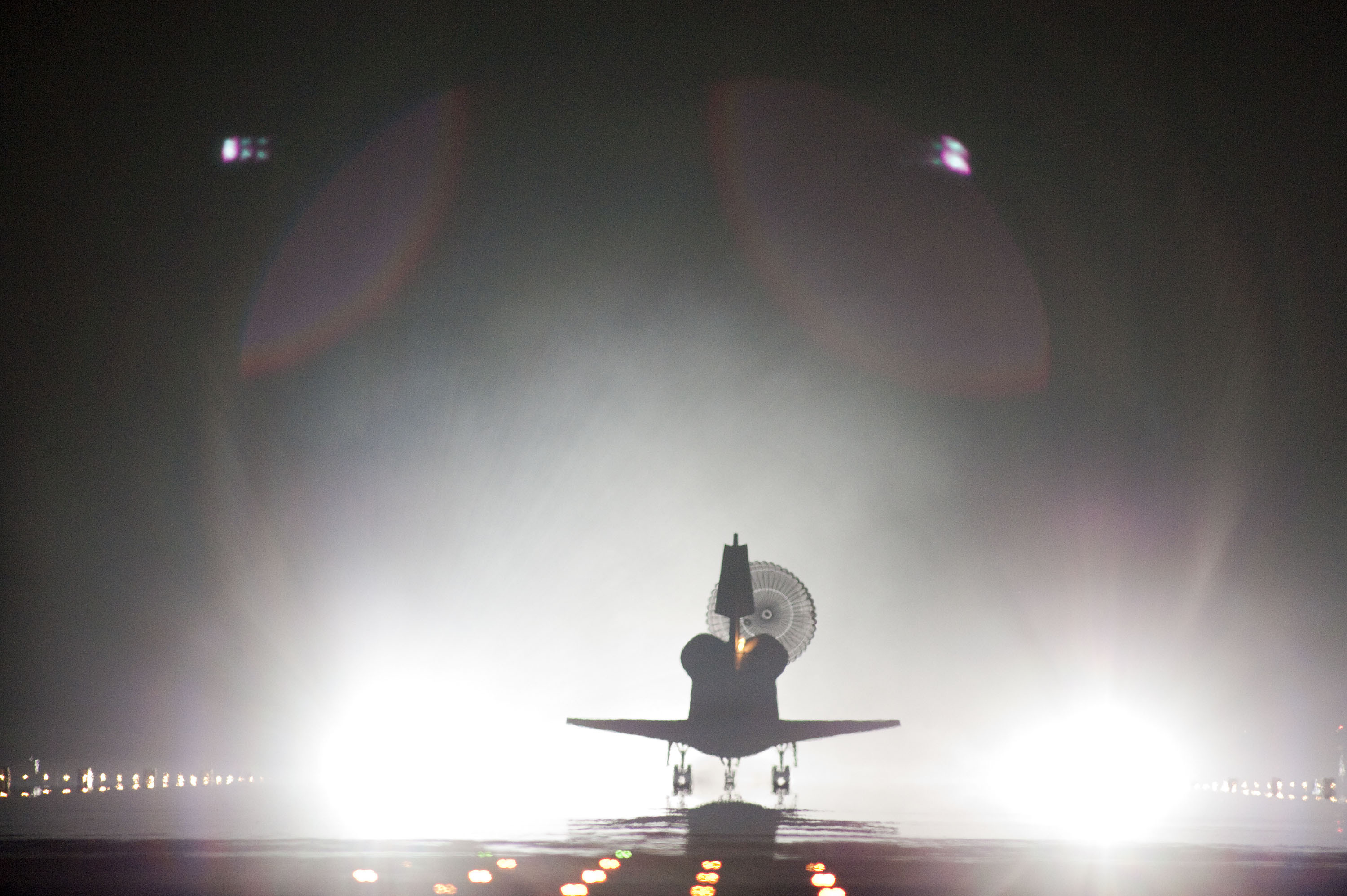
着陸